# Silvio Meier

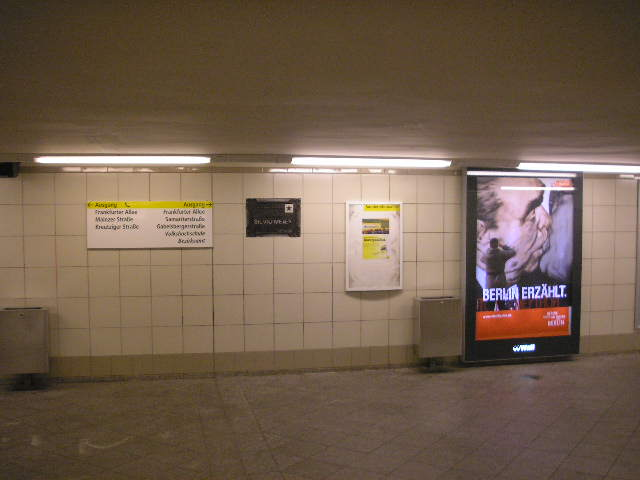
Zwischenetage beim U-Bahnhof Samariterstraße Westausgang; der Ort, an dem Meier starb

Silvio Meier (* 12. August 1965 in Quedlinburg; † 21. November 1992 in Berlin) war in der Friedens- und Menschenrechtsbewegung der Deutschen Demokratischen Republik aktiv und engagierte sich nach 1989 gegen Rechtsextremismus und als Hausbesetzer in Berlin.

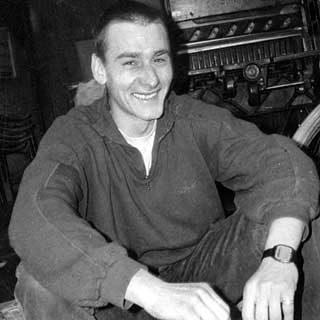
Silvio Meier

1992 wurde er auf dem U-Bahnhof Samariterstraße in Berlin-Friedrichshain von Neonazis getötet. Seit 2016 ehrt ein nach ihm benannter Preis Menschen, die sich im Bezirk Friedrichshain-Kreuzberg gegen Rassismus, Diskriminierung und Ausgrenzung engagieren.

## Leben
Silvio Meier zog 1986 von Quedlinburg um in die Ost-Berliner Simon-Dach-Straße im damaligen Bezirk Berlin-Friedrichshain. Er arbeitete als Drucker. Als Aktivist der sogenannten „Offenen Arbeit“ der Evangelischen Kirche in der DDR engagierte er sich u. a. in der Umwelt-Bibliothek und der Kirche von Unten.
Er beteiligte sich an der Organisation eines nicht offiziellen Konzertes mit Element of Crime aus West-Berlin und der (Ost-)Berliner Untergrundband Die Firma am 17. Oktober 1987 in der Berliner Zionskirche. Nach Ende des Konzerts stürmten rund 30 Neonazis unter den Augen von Volkspolizei und Stasi die Kirche. Sie schlugen mit Latten und Flaschen auf das Publikum ein. Der Überfall führte in den Medien zu internationalem Aufsehen (siehe Überfall auf die Zionskirche).
Nach der friedlichen Revolution in der DDR 1989 engagierte sich Meier als Antifaschist und war als Hausbesetzer in der alternativen Szene aktiv.
Am Tag seines Todes hatten Meier und einige seiner Freunde sich mit acht rechtsextremen Jugendlichen geprügelt und einem von ihnen einen Aufnäher mit der Aufschrift „Ich bin stolz, ein Deutscher zu sein“ von der Jacke gerissen. Bei einer erneuten Begegnung mit den Neonazis zogen diese Messer und stachen auf die Gruppe ein. Meier wurde mit mehreren Stichen getötet, zwei seiner Begleiter schwer verletzt. Laut Zeugenbericht fiel dabei der Ausspruch „Jetzt haben wir es euch gezeigt, ihr linken Säue!“
Die Jugendstrafkammer des Kriminalgerichts Berlin-Moabit verurteilte den 17-jährigen Sandro S., der die tödlichen Messerstiche ausgeführt hatte, am 2. Oktober 1993 in einem Jugendstrafverfahren wegen Totschlags zu einer Freiheitsstrafe von viereinhalb Jahren. Die Mitangeklagten, der 18-jährige Sven M. und der 17-jährige Alexander B., erhielten Freiheitsstrafen von dreieinhalb Jahren beziehungsweise acht Monaten, letztere wurde zur Bewährung ausgesetzt. Die restlichen Festgenommenen wurden nicht angeklagt.

## Familie
1991 wurden Silvio Meier und seine Lebensgefährtin Christiane Schidek, mit der er bereits seit 1987 in der „Offenen Arbeit“ und der „Kirche von Unten“ zusammen gewirkt hatte, Eltern eines Sohnes.

## Gedenken

### Mahnwachen und Demonstrationen
Unmittelbar nach dem Tod Meiers richteten Jugendliche am U-Bahnhof Samariterstraße eine Mahnwache ein. Seitdem findet an diesem Ort jedes Jahr eine von Antifa-Gruppen organisierte Mahnwache und am auf den Todestag folgenden Wochenende eine Gedenkdemonstration statt.
Kritisch wird aus Teilen des persönlichen Umfelds Meiers die politische Vereinnahmung seiner Person und Ermordung gesehen, einschließlich der damit verbundenen Heldenrezeption.

### Gedenktafel

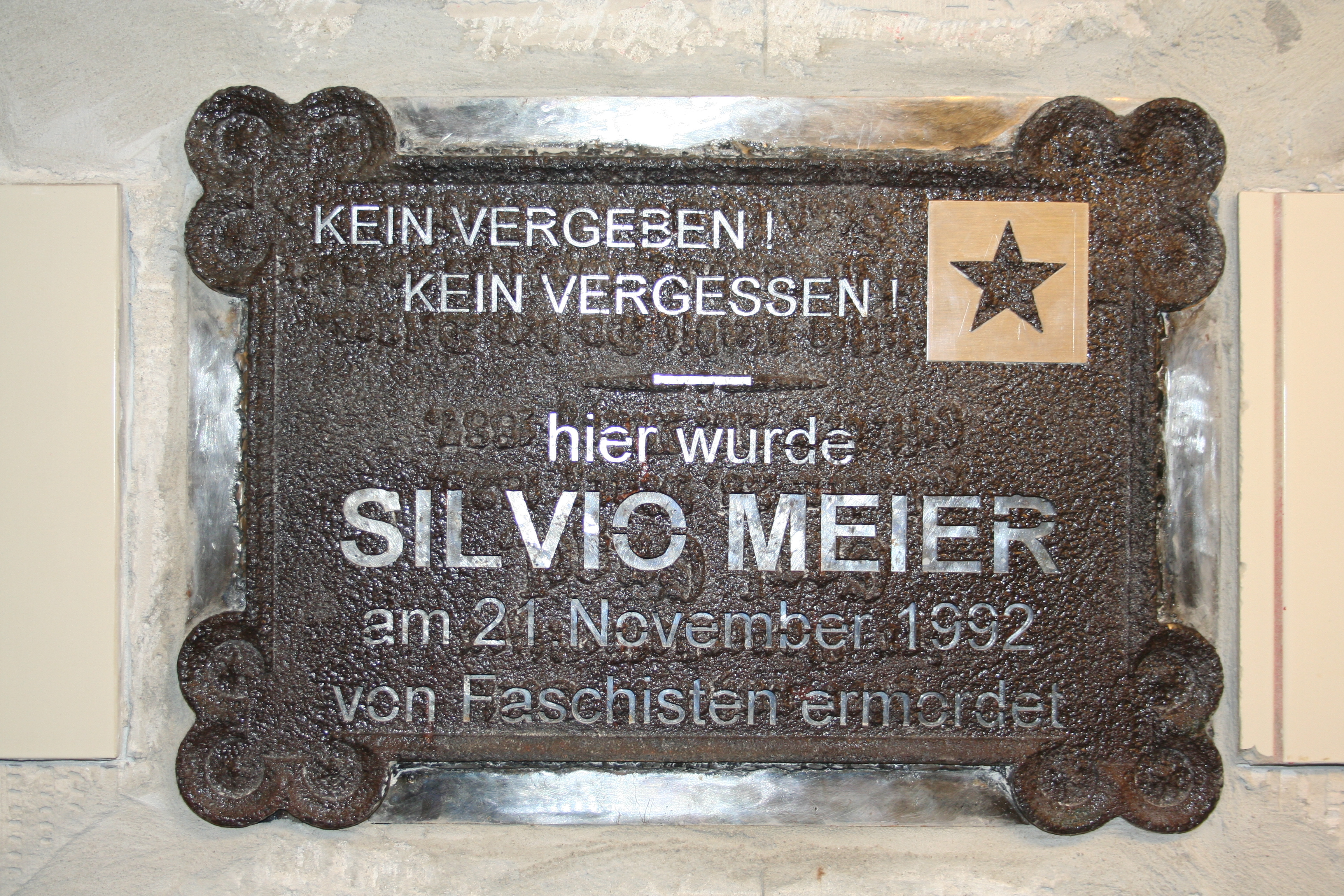
Die aktuelle Gedenktafel aus dem Jahr 2007

In der U-Bahn-Station wurde eine Gedenktafel angebracht, die wiederholt geschändet wurde. Auch die BVG ließ diese Tafel mehrmals entfernen und entschied sich erst nach öffentlichem Protest dafür, sie an ihrem Platz zu belassen. Bei der Renovierung des U-Bahnhofes im Jahr 2005 verschwand die Gedenktafel erneut, wurde aber durch die verantwortliche Baufirma ersetzt und wieder angebracht. Ebenso wurde sie mehrmals gestohlen, zuletzt im August 2007. Im Jahr 2010 wurde die Platte wenige Tage vor der Silvio-Meier-Demonstration mit Teerfarbe beschmiert.

### Straßenbenennung

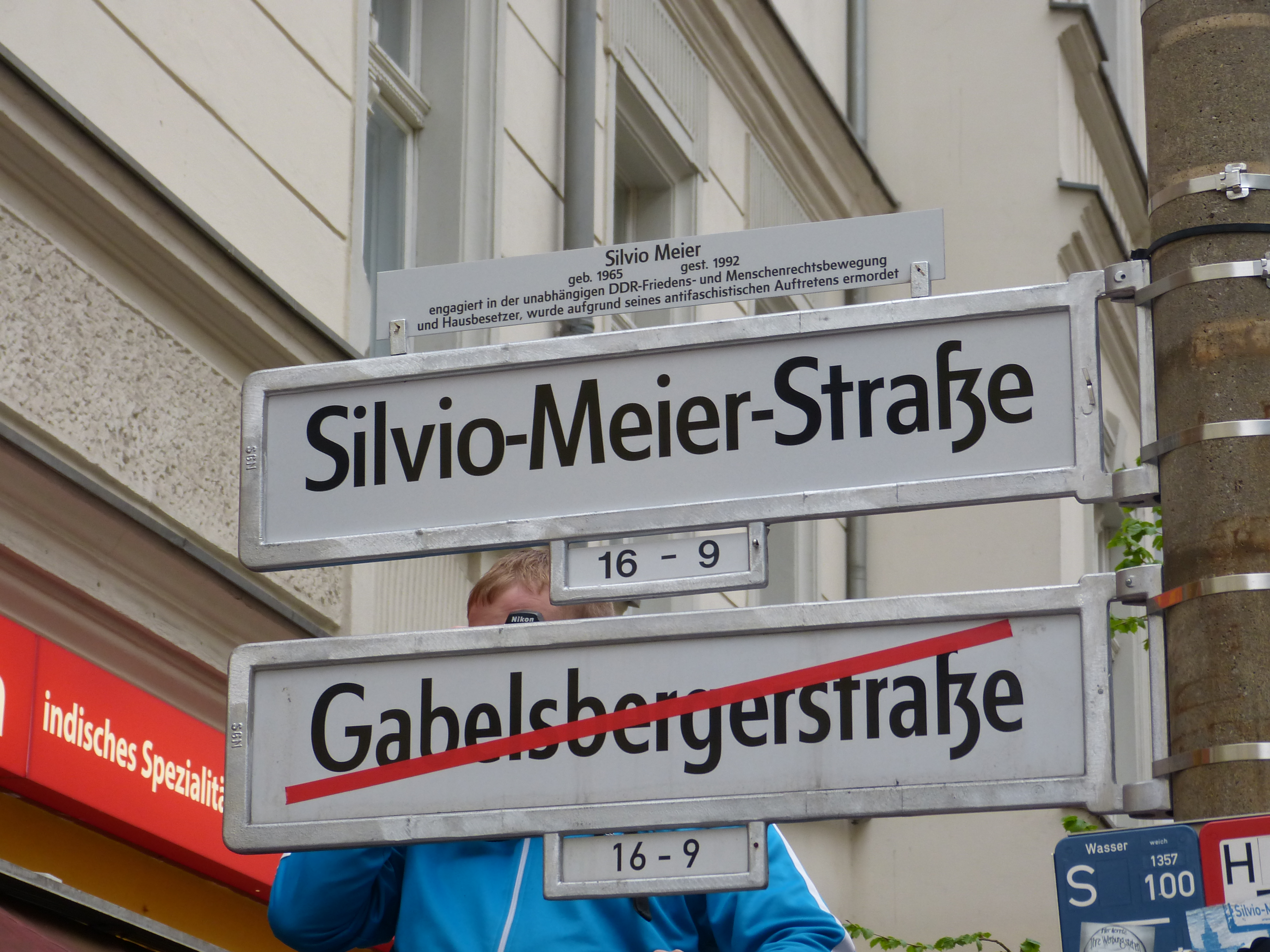
Bild von der Umbenennung zur Silvio-Meier-Straße

Antifa-Gruppen und der Bezirksverband Friedrichshain-Kreuzberg der Linkspartei forderten die Benennung einer Straße nach Silvio Meier bis 2012. Ein Antrag der Linken, die im November 2010 eröffnete Bezirksbibliothek nach Silvio Meier zu benennen, wurde am 31. August 2011 im Kulturausschuss der Bezirksverordnetenversammlung mehrheitlich mit dem Verweis auf eine noch ausstehende Bürgerbeteiligung abgelehnt. Schließlich stimmte die Bezirksverordnetenversammlung Friedrichshain-Kreuzberg mit den Fraktionen von SPD, Grüne, Linke und Piraten am 26. Juni 2012 einer Straßenbenennung zu. Diese stellt eine Ausnahme von einer im Bezirk gültigen Regel dar, nach der neue Straßen solange nach Frauen benannt werden sollen, bis eine Frauenquote von 50 Prozent erreicht wird. Geplant war, am 21. November 2012, dem 20. Todestag Silvio Meiers, die Gabelsbergerstraße in einem feierlichen Akt in Silvio-Meier-Straße umzubenennen. Aufgrund der Klage eines in der Gabelsbergerstraße ansässigen Geschäftsmannes konnte die Umbenennung zunächst nicht wie geplant vorgenommen werden. Im März 2013 wurde die Klage allerdings zurückgezogen und die Umbenennung am 26. April 2013 vollzogen.

### Silvio-Meier-Preis
Bezirksamt und Bezirksverordnetenversammlung von Friedrichshain-Kreuzberg vergeben seit 2016 den Silvio-Meier-Preis. Dieser soll „Menschen, Vereine, Initiativen und Projekte ehren und unterstützen, die sich in herausragender Weise gegen Rechtsextremismus, Rassismus, Ausgrenzung und Diskriminierung einsetzen“. Träger des Preises sind Irmela Mensah-Schramm und Ute Donner (2016), Edeltraut Pohl und Ortsgruppe Friedrichshain-Kreuzberg von Aufstehen gegen Rassismus (2017), Raúl Aguayo-Krauthausen und Initiative Togo Action Plus e. V. (2018), Wahab Camara und Miphgasch/Begegnung e. V. (2019), Ratten 07 und DFC Kreuzberg (2020), Initiative Wo ist unser Denkmal? und Studio Ansage (2021), Olenka Bordo Benavides und Wrangelkiez United! (2022), Nyima Jadama und Peace Train e. V. (2023), Jürgen Enkemann und das Puppentheater „bubales“ (2024).